# 东枝镇区
东枝镇区是缅甸掸邦东枝县下辖的一个镇区，治所位于东枝。